# Caryophyllia horologium
Espèce
Statut CITES
Caryophyllia horologium est une espèce de coraux appartenant à la famille des Caryophylliidae.